# 承化寺 (乌苏)
承化寺，蒙古语称“察罕格根库热”（意为“白佛爷庙”），位于新疆维吾尔自治区伊犁哈萨克自治州塔城地区乌苏市巴音沟牧场月牙台村，是一座藏传佛教格鲁派寺院。

## 简介
位于今阿勒泰市的承化寺本来是新疆藏传佛教中地位十分特殊的寺庙。该寺创建人察罕格根因为在阿尔泰边防事务上有功，获清廷封为呼图克图，是新疆的三位藏传佛教活佛之一。朝廷敕建千佛寺，并赐名“承化寺”。
清朝光绪十五年（1889年），在俄罗斯帝国的压力下，清朝朝廷饬令在阿尔泰等地抗击俄国的承化寺教首棍噶札勒参率众移驻库尔喀喇乌苏巴音沟。光绪十八年（1892年），他们在巴音沟建起新寺，仍然名叫“承化寺”。该寺喇嘛最多时达到480名。该寺占地面积3.6万平方米，包括菩萨庙、萨克斯庙、曼巴庙、都拉庙。该寺建有：
- 大夏尔苏滿：楼房5间、平房10间
- 萨克松苏满：平房5间
- 却进苏满：平房7间
- 赞根衙门：平房30间（该寺总管办事机构）
- 札萨克衙门：平房27间（察罕格根诵经及居住之所）
- 僧舍：169间。[1]

教众迁至巴音沟后，朝廷派兵勇兴建新寺，并且从塔城额鲁特添拨50户民以供应军需。新寺建成之后，绥来县、库尔喀喇乌苏厅每年按季拨发食粮给寺僧，直到中华民国时期仍然照旧。中华人民共和国成立初期，该寺的寺产有长130多公里、宽50到60里的草场1处、耕地2000多亩、马40多匹、牛13头、羊、骆驼的数目不详；该寺有大喇嘛3人、副大喇嘛3人、得木齐18人、戈伊克18人、达尔噶（头领）102人，僧众共有1014人。1954年，该寺有喇嘛54人。
文化大革命中，该寺的部分房屋遭占用。其他房屋因年久失修而破败。1985年，全部房屋被退还给该寺，乌苏县人民政府拆除了旧寺院，筹资新建了寺院，包括大殿及厢房共120平方米。1990年时，该寺有喇嘛13人。